# Latécoère 298
Il Latécoère 298, indicato anche come Laté 298, era un idrovolante a scarponi monomotore ad ala media, sviluppato dall'azienda aeronautica francese Société Industrielle d'Aviation Latécoère (SILAT) negli anni trenta.
Entrato in servizio poco prima dello scoppio della seconda guerra mondiale, venne utilizzato in diversi ruoli: come aerosilurante (idrosilurante), principalmente, come idrobombardiere in picchiata ed idroricognitore oppure come aereo imbarcato, equipaggiando la nave appoggio idrovolanti della Marine nationale Commandant Teste o, ancora, nei reparti basati a terra, per un totale di almeno 6 squadriglie dell'Aéronautique navale.
Realizzato, nelle sue varie versioni, in 121 esemplari, fu l'idrovolante di concezione francese maggiormente prodotto.

## Storia del progetto
Nel 1933 la Marine nationale, la marina militare francese, allo scopo di adeguare la propria flotta alle superiori prestazioni dei modelli di aereo sviluppati nel periodo, emise una specifica per la fornitura di un nuovo velivolo destinato a sostituire l'idrosilurante Latécoère 290, modello non del tutto soddisfacente ma che entrò comunque in servizio dal 1934 nei reparti dell'Aéronautique navale, la sua componente aerea. Secondo le esigenze espresse dalla marina il nuovo modello, che doveva ovviare alle carenze dei suo predecessore, doveva essere in grado di ricoprire anche il ruolo di bombardiere leggero.
Per rispondere alla richiesta la SILAT decise di avviare lo sviluppo di un modello moderno che fosse una radicale estrapolazione del progetto della serie dei Laté dal modello 290 al 297. I lavori vennero affidati alla responsabilità dell'ingegnere Marcel Moine, direttore dell'ufficio tecnico Latécoère, il quale pur mantenendo l'impostazione generale dell'originale Laté 29, un monomotore ad elica traente caratterizzato dalla velatura monoplana ad ala media, introdusse una serie di migliorie tecniche.
I primi disegni si concretizzarono in un mockup in legno, realizzato nel 1934 su cui fare studi preliminari. Dopo una serie di prove nella galleria del vento il progetto originale venne modificato: venne adottata un'ala dalla maggiore apertura ed i galleggianti, che erano stati ereditati dal 290, vennero rivisti aerodinamicamente. Il risultato fu un velivolo di costruzione interamente metallica caratterizzato principalmente dallo scanso ventrale che permetteva di agganciare il carico bellico sotto la fusoliera migliorando la penetrazione aerodinamica complessiva rispetto ad una soluzione convenzionale.
Il prototipo, identificato dall'azienda come Latécoère 298.01, venne completato negli stabilimenti di Montaudran, alla periferia sud-est di Tolosa, nei primi mesi del 1936 e portato in volo per la prima volta dalla pista aziendale il 6 maggio di quell'anno ai comandi del pilota collaudatore Jean Gonord coadiuvato dal meccanico Vergès.
Dopo la preliminare fase di prove in volo aziendali il 25 settembre di quell'anno il 298.01 venne inviato al CEPA (Commission d'expérience Pratiques Aéronautiques) di Saint-Raphaël. Le valutazioni complessive espressero giudizi positivi, con il solo appunto della richiesta di modifica nel disegno del tettuccio. Con le ultime modifiche approvate il governo francese sottoscrisse un contratto di fornitura per 177 esemplari.

## Tecnica
Il 298 era un idrovolante di tipo a scarponi, monomotore, monoplano ad ala media, di costruzione quasi interamente metallica.
La fusoliera, realizzata con e a sezione ovale, integrava la lunga cabina di pilotaggio che ospitava i tre, o quattro nel caso delle versioni 298B e 298D, membri dell'equipaggio alloggiati in tandem chiusa da un lungo tettuccio; tutte le versioni di produzione quadriposto erano dotate di doppi comandi. Posteriormente terminava in un impennaggio classico monoderiva con piani orizzontali a sbalzo; tutti gli elementi orizzontali e verticali erano realizzati con struttura in legno ricoperta da tela verniciala.
La velatura era monoplana con struttura in acciaio, a pianta trapezoidale con estremità ellittiche, collocata in posizione medio-bassa rispetto alla fusoliera, dotata di alettoni e ipersostentatori realizzati in legno. Nella versione 298B l'ala venne modificata adottandone una con struttura ripiegabile all'indietro, soluzione necessaria per consentire un più agevole rimessggio nella nave appoggio idrovolanti Commandant Teste.
Il galleggiamento era assicurato da una coppia di grandi galleggianti posizionati sotto il velivolo, collegati da un complesso di montanti che li collegavano alla parte inferiore di semiali e fusoliera. I galleggianti fungevano anche come serbatoio del combustibile.
La propulsione era affidata ad un motore Hispano-Suiza 12Ycrs, un 12 cilindri a V raffreddato a liquido che in quella versione era in grado di erogare una potenza pari a 880 CV (647 kW), collocato all'apice anteriore della fusoliera ed abbinato ad un'elica tripala metallica Ratier a passo variabile.
L'armamento offensivo era composto da un siluro tipo DA da 670 kg oppure da 500 kg di bombe da caduta o tre cariche di profondità, o 9 bengala per segnalazioni. Quello difensivo contava su tre mitragliatrici Darne Mle 1933 calibro 7,5 mm, due fisse in caccia inserite nel piano alare ed una brandeggiabile posteriore nella posizione di coda dell'abitacolo.

## Impiego operativo
I 298 iniziarono ad essere consegnati ai reparti dell'Aéronautique navale nell'ottobre 1938, andando ad equipaggiare le squadriglie HB 1 ed HB 2, imbarcate ed operanti dalla Commandant Teste, e T 1 e T 2 basate rispettivamente a Berre, nei pressi di Marsiglia, e Cherbourg, affacciata a La Manica.
Con lo scoppio della seconda guerra mondiale, durante il periodo della cosiddetta strana guerra, i 298 vennero normalmente utilizzati in missioni di pattugliamento costiero ma quando il Piano Manstein elaborato dalla Wehrmacht si concretizzò nel Fall Gelb, prima fase dell'offensiva generale tedesca sul fronte occidentale, pur non essendo espressamente studiati in quel ruolo a causa dell'estrema necessità di fermare le colonne della Panzer-Division i Laté 268 effettuarono missioni di attacco al suolo.
In seguito, alla fine della campagna di Francia, i numerosi 298 sopravvissuti vennero in parte acquisiti dalla tedesca Luftwaffe mentre la maggior parte confluirono nelle nuove forze armate del governo di Vichy. Durante il regime retto dal maresciallo Philippe Pétain la Breguet avviò la produzione di altri 30 esemplari della versione 298F, sostanzialmente identica alla versione D, integrando così flotta esistente.
Alcuni equipaggi tuttavia riuscirono a portare in volo i loro apparecchi oltremanica e trovare asilo nel Regno Unito, costituendo durante il conflitto due squadriglie inquadrate nelle Forces aériennes françaises libres cobelligeranti con le forze britanniche operanti con insegne della Royal Air Force.
Al termine del conflitto gli esemplari ancora in condizioni di volo vennero presi in carico dalla ricostituita Aéronautique navale: di questi alcuni furono assegnati alla Escadrille 3S che operava da una base sul lago di Costanza fino al 1946, dove rimasero nei reparti di prima linea fino al 1947 per poi essere assegnati a compiti di seconda linea, utilizzati come aerei da addestramento fino alla loro radiazione avvenuta nel 1951.

## Versioni e varianti
298.01
prototipo, realizzato in un esemplare.
298A
prima versione di produzione in serie, caratterizzata da una diversa forma del tettuccio rispetto al prototipo, realizzata in 29 esemplari.
298B
versione dotata di doppi comandi e di ali ripiegabili per l'uso sulle navi appoggio idrovolanti, che adottava un posto per l'osservatore portando il numero complessivo a 4 membri di equipaggio; realizzata in 42 esemplari.
298D
versione identica alla 298B tranne nelle ali, non ripiegabili, e per l'adozione di un'elica bipala in legno, realizzata in 106 esemplari.
298E
versione da osservazione con le armi sostituite da una gondola ventrale finestrata per l'osservatore, realizzata in un solo prototipo.
298F
versione simile al 298D ma priva di doppi comandi, destinata all'aviazione militare del governo di Vichy, realizzata dalla Breguet in 30 esemplari.
299
variante terrestre del 298 realizzata in 2 prototipi.

## Utilizzatori
Francia
- Armée de l'air
- Aéronautique navale

 Francia di Vichy
- Armée de l'air de l'armistice

 Francia libera
- Forces aériennes françaises libres

 Germania
- Luftwaffe (prede di guerra)

 Regno Unito
- Royal Air Force

### Pubblicazioni
- Latécoère 298, in Aerei da guerra, Ginevra - Novara, Edito Service S.A. - Istituto Geografico De Agostini, 1993.